# Alimuchammed Quttumuratuly
Alimuchammed Quttumuratuly (kasachisch Алимұхаммед Құттұмұратұлы, russisch Алимухаммед Куттумуратулы/Alimuchammed Kuttumuratuly; * 12. August 1983 in Chromtau, Kasachische SSR) ist ein kasachischer Politiker.

## Leben
Alimuchammed Quttumuratuly wurde 1983 in Chromtau geboren. Er hat drei Hochschulabschlüsse. 2007 schloss er ein Wirtschaftsstudium an der Staatlichen Universität Aqtöbe ab, 2012 folgte ein Abschluss an der Kasachisch-Russischen Internationalen Universität. Einen weiteren Abschluss erlangte er 2017 an der Russischen Akademie für Volkswirtschaft und Öffentlichen Dienst beim Präsidenten der Russischen Föderation.
Von 2004 bis 2006 arbeitete er als Lieferant für verschiedene kommerziellen Organisationen in Aqtöbe. Nach seinem Universitätsabschluss war er zunächst zwei Jahre lang in der Abteilung für Wirtschaft und Haushaltsplanung in der Verwaltung des Gebietes Westkasachstan tätig. Zwischen 2010 und 2012 war er Referatsleiter in der regionalen Verwaltung, bevor er zum stellvertretenden Äkim (Gouverneur) von Westkasachstan ernannt wurde. Nach nur einem Jahr auf diesem Posten arbeitete er ab 2013 für die Regionalverwaltung des Gebietes Atyrau, wo er zwischen 2013 und 2016 Leiter der Abteilung für natürliche Ressourcen und Umweltmanagement war. Von 2016 bis 2017 war er Äkim des Bezirks Machambet und von 2017 bis 2018 Äkim des Bezirks Schylyoi im Gebiet Atyrau. Seit dem 28. Juni 2018 ist er Äkim (Bürgermeister) der Stadt Atyrau.